# Красный гидропресс
АО «Красный гидропресс» — один из старейших машиностроительных заводов России. Основан в Таганроге в 1907 году.
Основным направлением производственной деятельности завода являются проведение НИОКР и производство комплектующих для АО «Корпорация «Тактическое ракетное вооружение»», ОАО «Регион», ФГУП ЦНИИ «ГосНИИМаш», ФГУП «Гидроприбор», ОАО ОКБ «Новатор», ОАО «КБ машиностроения».

## Названия завода
- с 1907 по 1925 — Завод «Кебер и К°».
- с 1925 по 19?? — Завод «Красный маслопресс».
- с 19?? по 1941 — Минно-торпедный завод № 347 / Завод «Красный гидропресс им. Молотова»[2]
- с 1941 по 2002 — Завод «Красный гидропресс».
- с 2002 по 2015 — ОАО «Красный гидропресс».
- c 2015 по наст.время АО «Красный гидропресс»

## История завода
Строительство в Таганроге машиностроительного завода, купив десятину земли на Гимназической улице, начал в начале века известный немецкий промышленник Роберт Кебер. В 1915 году завод «Кебер и К°» являлся единственным в России поставщиком оборудования для маслобойных заводов.
В довоенные годы завод изготавливал электроторпеды и мины. В 1941 году заводом были изготовлены 8 экземпляров новейших электроторпед ЭТ-80 в качестве опытной партии.
В период Великой Отечественной войны оборудование завода в октябре 1941 года было эвакуировано в Петропавловск (Казахстан), где выпускал продукцию для фронта. В Таганроге же, во время оккупации города, завод производил мелкий сельскохозяйственный инвентарь. На заводе трудилось в этот период до 300 человек.
В начале 1980-х годов по заказу завода «Красный гидропресс» был спроектирован первый российский промышленный веломобиль «Колибри-21», и в 1983 году на заводе было выпущена опытная партия в количестве 5 штук. В середине 1980-х годов на заводе планировалось развернуть производство этого веломобиля, но перестройка и последующий коллапс СССР помешали этим планам.
В годы перестройки с 1991 по 1996 год завод понёс значительный урон, выражающийся в потере госзаказов. Численность работающих упала с 6000 до 1800 человек.
Указом Президента РФ в декабре 2001 года завод введён в состав Корпорации «Тактическое ракетное вооружение», а в октябре 2002 года акционировался и стал ОАО «Красный гидропресс». Держателем 100 % акций является государство.

## Структура производства
В настоящее время АО «Красный гидропресс» имеет следующие виды производства:
- механообрабатывающее (фрезерное, токарное, шлифовальное, зубообрабатывающие (в том числе станки с ЧПУ))
- испытательное
- сварочное (автоматическое и ручное)
- термическое
- гальванопокрытий
- литейное (под давлением, точное литьё цветных и черных металлов)[1]

## Основные направления деятельности
- Производство вооружения и военной техники (минные и акустические тралы, торпедные аппараты,[8] комплектующие для производства ракет Х-35 и Х-31, опреснительные установки для ВМФ).[1]
- Производство оборудования для судостроительной промышленности: опреснительные установки, водометные и крыльчатые движители, фильтры гидравлические сетчатые напорные и сливные, гребные винты и др.
- Производство оборудования и запчастей для атомной энергетики: регенеративные теплообменники; корпуса хранилищ ТРО; двери металлические противопожарные, герметизированные, сейсмостойкие; доводчики; замки; блоки электромагнитов; спирали; маслоохладители и др.
- Производство гидроцилиндров и гидроаппаратуры для сельхозмашиностроения.
- Производство газового и теплообменного оборудования для промышленных объектов и населения: котлы, мини-котельные.

По итогам 2010 года выпуск продукции для военно-промышленного комплекса составил 70,6 % от объёмов производства, для гражданского сектора — 29,4 %.

## Санкции
В апреле 2022 года, из-за вторжения России на Украину, завод попал под санкции США. 3 июня 2022 года завод внесён в санкционный список всех стран Евросоюза.
Также завод находится под санкциями Канады, Швейцарии, Украины и Японии «за роль в обеспечении или поддержке неспровоцированного и неоправданного вторжения России в Украину.

## Директора завода
- с 2017 по наст. время — В. Ф. Горлов
- с 2013 по 2017 — А. В. Иванов
- с 2012 по 2013 — Ю. В. Лакаев
- с 2007 по 2012 — С. В. Изотов

…
- с 1967 по 1980 — В. Т. Янченко

…
- с 1942 по 1943 — Мирошниченко[2]
- с 1941 по 1942 — Х. Х. Савич[2]

…
- с 1936 по 19?? — Ф. Л. Болдышев[13]

## Численность сотрудников
| Год       | 1941 | 1942 | 1991 | 1996 | 2016 |
| Тенденция | ▲    | ▼    | ▲    | ▼    | ▼    |
| Кол-во    | 6700 | 300  | 6000 | 1800 | 1000 |

## Известные сотрудники завода
- Вельтман, Владимир Викторович (1959) — российский художник.
- Добронравов, Фёдор Викторович (1961) — российский актёр театра и кино. Народный артист России.[14]
- Ситко, Борис Александрович (1914—1994) — советский актёр театра и кино. Народный артист РСФСР. В юности работал на заводе токарем.[15]